# Три кузнеца

На фоне торгового дома Юлиуса Талльберга

Три кузнеца (фин. Kolme seppää, швед. Tre smeder) — скульптурная композиция работы Феликса Нюлунда, расположенная в Хельсинки. Один из символов столицы Финляндии.

## Описание
Памятник расположен на площади Трёх кузнецов на пересечении Александровской улицы и проспекта Маннергейма. Площадь Трёх кузнецов — популярное место встреч.
Открытая в 1932 году композиция изображает трёх обнажённых кузнецов, бьющих молотами по наковальне. Верхняя часть гранитного основания бронзовой статуи окружена латинским текстом: MONUMENTUM — CURAVIT — LEGATUM — J. TALLBERGIANUM — PRO HELSINGFORS A. D. MCMXXXII («Монумент был возведён на пожертвование Ю. Талльберга Pro Helsingfors в 1932 году».

## История
Скульптура была подарена городу Хельсинки фондом Pro Helsingfors («Для Хельсинки»), который приобрёл её на денежное пожертвование купца Юлиуса Талльберга. Торговый дом Талльберга расположен в северной части площади Трёх кузнецов.
Памятник был повреждён во время бомбардировки во время Второй мировой войны в 1944 году. Следы повреждений до сих пор видны в основании статуи, а на наковальне есть отверстие от осколка бомбы.

## «Одевание» скульптур
Время от времени кузнецов «одевают» по различным случаям, например, на них были надеты маски во время карантина в пандемию COVID-19, а на наковальне появилась фигура SARS-CoV-2, по которой они били молотами.